# 12 Tónar
12 Tónar (ˈtʰoulv ˈtʰoːunar̥, Zwölf Töne) ist ein kleiner Schallplattenladen in Reykjavík, Island, der sein eigenes Musiklabel führt. Dieses Label gilt als eines der bekanntesten und einflussreichsten für isländische Musik und Künstler. Der Laden befindet sich im Ortszentrum am Skólavörðustígur.

## Geschichte

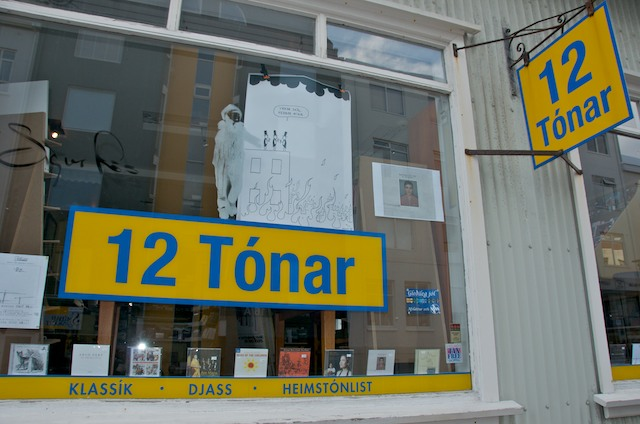
Ladengeschäft im Jahr 2009

Im Jahr 1998 wurde das Geschäft zunächst nur als Plattenladen eröffnet und von Anfang an von Musikliebhabern gut angenommen. Schnell wurde der Laden zu einem Sammelpunkt für Musiker wie Björk, Sigur Rós, múm, aber auch für klassische Musiker. 2003 wurde dann ein Musiklabel etabliert, vor allem um junge und aufkommende Talente zu unterstützen.
Im Mai 2006 wurde eine Filiale in Kopenhagen eröffnet. Der Shop vertrieb Aufnahmen eigener Musiker, aber auch anderer isländischer Künstler. Das Konzept des Shops war wie das Konzept des isländischen Vorbildes: In einer freundlichen Atmosphäre wurde frisch gebrühter Kaffee gereicht, während die Kunden die Musik hörten. Der Shop etablierte sich und es wurde freitagabends zu einer Tradition, Konzerte im Shop zu veranstalten. Der Shop wurde am 26. Januar 2008 mit einem Konzert der dänischen Band The Tremolo Beer Gut geschlossen.
Mit der Schließung der Filiale in Kopenhagen wurde ein neuer Webshop eröffnet, der verschiedene Merchandise-Artikel der Künstler anbietet, die bei 12 Tónar unter Vertrag stehen.
Am 21. Juni 2013 titelte das Magazin Gramophone über das 12 Tónar: „The best record store in the world?“ (Das beste Musikgeschäft der Welt?). 2018 erklärte der Journalist Marcus Barnes im New Musical Express 12 Tónar zum besten Plattenladen der Welt (Platz 1 der Liste).
12 Tónar ist Distributor für isländische Musik, aber auch andere ausländische Labels. Zudem ist es ein Independent-Label. Bei dem Label stehen oder standen unter anderem Mugison, Trabant, Singapore Sling, Apparat Organ Quartet, Pétur Ben, Eivør Pálsdóttir, Ragnheiður Gröndal, Jóhann Jóhannsson, Hildur Guðnadóttir, Skúli Sverrisson, Ólöf Arnalds, Ásgeir Trausti und Jakobínarína unter Vertrag.